# Chuck Grassley
Charles Ernest Grassley (* 17. září 1933, New Hartford, Iowa) je americký politik za Republikánskou stranu. Od roku 1981 je senátorem Spojených států amerických za Iowu. V Senátu jako služebně nejstarší senátor většinové strany zastával mezi lednem 2019 a lednem 2021 funkci dočasného předsedy (pro tempore). V letech 1975–1981 působil jako poslanec Sněmovny reprezentantů, v níž zastupoval Iowu za třetí kongresový okres. Je členem organizace The Family, která pořádá Národní modlitební snídani.